# 奇瓦科阿
奇瓦科阿是委內瑞拉的城鎮，由亞拉奎州負責管轄，位於該國西北部，始建於1695年2月11日，面積417平方公里，海拔高度296米，主要農產品有玉米和甘蔗，2010年人口72,295。